# Amphipolis

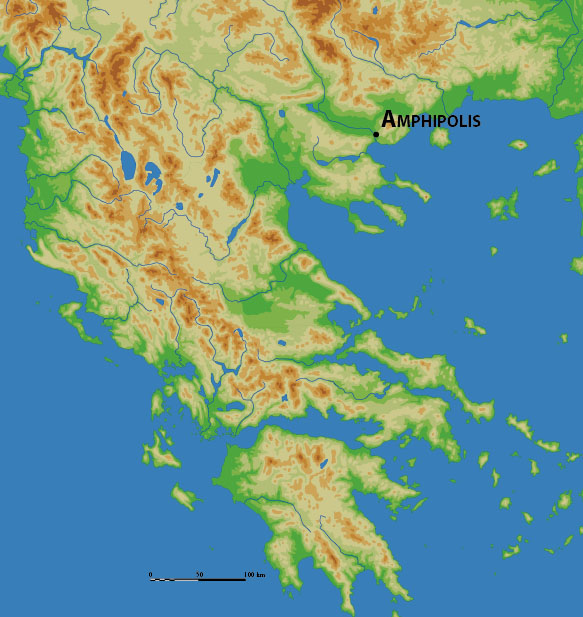
Lage von Amphipolis in Griechenland

Lageplan von Amphipolis

Amphipolis (altgriechisch Ἀμφίπολις) war eine antike griechische Polis, die durchgehend bis in die Spätantike als städtische Ansiedlung existierte. Sie erstreckt sich im Umkreis von mehreren Kilometern um die Akropolis der antiken Stadt. Die Funde aus der Region sind im Archäologischen Museum in Amfipoli ausgestellt.

## Lage
Das antike Amphipolis liegt rund 80 Kilometer östlich von Thessaloniki an der Europastraße 90 (E 90). Die Akropolis grenzt im Süden unmittelbar an den modernen Ort Amfipoli, die einzelnen Ausgrabungsstätten verteilen sich um die Akropolis.

## Geschichte

### Vorgeschichtliche Zeit
Die Gegend um Amphipolis wurde seit der späten Jungsteinzeit (4000 bis 3000 v. Chr.) besiedelt. Funde aus dieser Zeit stammen von dem so genannten Hügel 133. Spuren von Bewohnern aus der Bronzezeit (3000 bis 1600 v. Chr.) fanden sich im Tal des Strymon und in Höhlen des Pangaion-Gebirges. Artefakte aus der späten Bronzezeit (1600 bis 1100 v. Chr.) weisen auf den Kontakt der Bewohner zu den Einwohnern Mykenes auf der Peloponnes hin. Während der Eisenzeit wurde die Entwicklung der Region durch Reisende aus Mitteleuropa und der Gegend des südöstlichen Balkans beeinflusst. Während der klassischen Periode (700 bis 500 v. Chr.) wurde die Besiedlung durch thrakische Stämme nachgewiesen. Die Grabbeigaben aus dieser Zeit sind gemischten Ursprungs. Während Schmuck und Waffen aus einheimischer Fertigung stammen, wurden die Tonwaren in Athen oder Korinth getöpfert.

### Attische Zeit
Amphipolis wurde im Jahr 437 v. Chr. an der Stelle der Siedlung Ennea Hodoi (griechisch Ἐννέα ὁδοί „Neun Wege“) von dem athenischen Feldherrn Hagnon gegründet und war in der Folgezeit ein wichtiger Stützpunkt für Athen in Thrakien, um die Gold- und Silberbergwerke in der thasischen Peraia zu übernehmen und zu kontrollieren. Ihr Hafen an der Mündung des Strymon (ursprünglich Aioneios) hieß nach einer alten thrakischen Siedlung Eion.
Bereits im Jahr 464 v. Chr. hatte Athen erfolglos versucht, in diesem Gebiet Fuß zu fassen, war aber vom Stamm der Edonen in der Schlacht von Drabeskos zurückgeschlagen worden.
Amphipolis erlangte während des Peloponnesischen Kriegs Bedeutung, unter anderem wegen der Beschaffung von Holz für den Schiffbau, Einnahmen aus den Bergwerken der Umgebung, Zöllen sowie der strategischen Position. Die Stadt ergab sich 424 v. Chr. kampflos dem Spartaner Brasidas, wobei der athenische Strategos Thukydides, der spätere Historiker, zu spät eintraf, um die Stadt noch für Athen zu retten; er musste daraufhin ins Exil gehen. Im Jahr 422 v. Chr. griff der athenische General Kleon Brasidas bei Amphipolis an. In der Schlacht, in der Sparta Sieger blieb, kamen beide Generäle ums Leben. Kurz darauf wurde der Nikiasfrieden geschlossen. Die Einwohner bestatteten den Spartaner innerhalb der Mauern. Sie betrachteten ihn als den zweiten Gründer ihrer Stadt und verehrten ihn mit Spielen und kultischen Feiern als Heros.
Gemäß dem von Nikias im Jahr 421 v. Chr. ausgehandelten Frieden sollte Amphipolis wieder unter Kontrolle Athens gestellt werden; die Bevölkerung der Stadt lehnte das aber ab. Durch mehrere militärische Kampagnen versuchte Athen, seine Rechte zwangsweise durchzusetzen. General Euetion, verbündet mit Thrakern und Makedonen, scheiterte 414 v. Chr., als seine Belagerung von Amphipolis erfolglos blieb. Weitere erfolglose militärische Aktionen unternahmen die Generäle Simmichos im Jahr 364 v. Chr., Protomachos 370 v. Chr. und Timotheos 363 und 360/59 v. Chr. Dem makedonischen König Perdikkas gelang es im Jahr 362 v. Chr. letztlich, Makedonien als Schutzmacht der Stadt zu etablieren.

### Makedonische Zeit
Im Jahr 356 v. Chr. wurde Amphipolis von Philipp II. von Makedonien erobert. Da die Athener an ihren Ansprüchen auf die Stadt festhielten, spielte der Konflikt um Amphipolis in den Folgejahren (bis 338 v. Chr.) eine wichtige Rolle in der Entwicklung der makedonisch-athenischen Beziehungen.
In der Zeit der Diadochenkriege nahm Kassander 316 v. Chr. Alexander IV. Aigos, den minderjährigen Sohn und legitimen Thronfolger Alexanders des Großen, mit dessen Mutter Roxane, der ersten Ehefrau Alexanders des Großen, in Amphipolis unter Hausarrest und ließ beide dort 310/309 v. Chr. durch den Befehlshaber Glaukias ermorden, womit das makedonische Herrschergeschlecht der Argeaden endete.
Im Dritten Makedonisch-Römischen Krieg standen sich der römische Feldherr Lucius Aemilius Paullus und der Makedonische König Perseus in der Schlacht von Pydna gegenüber. Nach dieser verlorenen Schlacht flüchtete Perseus mit seinem Gold nach Amphipolis, Aemilius Paullus nahm die Stadt ein und setzte ihn gefangen, womit das Makedonische Königreich endete. Im Jahre 167 v. Chr. verhandelte die Senatskommission in Amphipolis über die Aufteilung der Gebiete, und die Stadt wurde zum Protektorat Roms erklärt.

### Römische Zeit und Untergang
Amphipolis wird auch in der Apostelgeschichte des Lukas im Neuen Testament als Reisestation des Apostels Paulus von Tarsus und seines Mitarbeiters Silas erwähnt (Apg 17,1 ). Nach einer Blütezeit in der Spätantike, in der es zahlreiche Kirchenneubauten, aber auch bereits einen Bevölkerungsrückgang gab, kam es in den unruhigen Zeiten der slawischen Landnahme zu einem allmählichen Rückbau der Stadt während des Frühmittelalters. Zunächst wurde die untere Stadt aufgegeben und die Bewohner zogen sich in den Bereich um die Akropolis zurück; später führte der Rückgang der Bevölkerung zu einem kompletten Verlust der städtischen Strukturen. Letztmals wird im späten 8. Jahrhundert ein Bischof von Amphipolis erwähnt.

## Berühmte Einwohner der Stadt
Ein berühmter aus Amphipolis stammender kynischer Redner und Sophist war Zoilos von Amphipolis. Auch der ursprünglich von Kreta stammende Nearchos, Admiral Alexanders des Großen, lebte in Amphipolis.

## Grabungsgeschichte
Die Ausgrabungen fanden vorwiegend in der Zeit von 1956 bis 1984 unter der Leitung des Archäologen Demetrios Lazaridis (1917–1985) statt. Nach seinem Tod führte seine Tochter Kalliope Lazaridis die Arbeiten bis 1989 fort. 2012 wurde, unter der Leitung der Archäologin Katerina Peristeri, mit Ausgrabungen auf dem Kasta Hügel begonnen, bei dem die größte bisher in Griechenland entdeckte Grabanlage freigelegt wurde.
In einer nordöstlich von Amphipolis gelegenen Nekropole (Lage) wurden erstmals 1956 intensivierte Ausgrabungen vorgenommen.

## Archäologie

### Die Akropolis

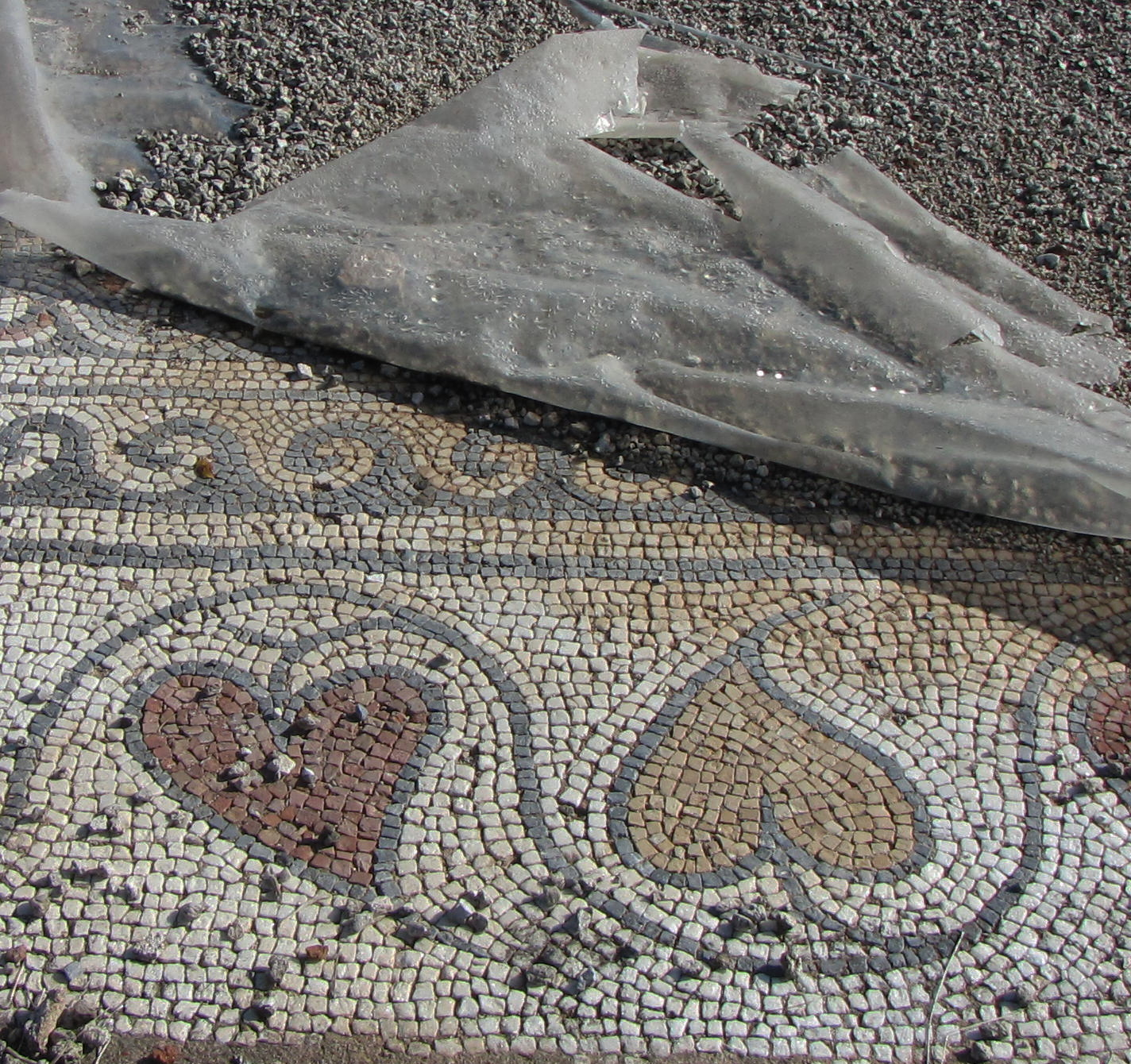
Teil eines Mosaiks der Basilika C

Die Gebäudereste stammen aus der frühchristlichen und byzantinischen Zeit. Es ist nachgewiesen, dass sich darunter Reste von Bauwerken aus der römischen Periode befinden. Eine Bebauung bereits vor der Zeit der Römer ist wahrscheinlich.
Die die Akropolis umgebende Mauer aus der Spätantike hat eine Länge von 1105 Metern und eine Breite von 1,65 bis 2,75 Meter; in der Höhe ist sie zwischen 0,50 und 1,15 Metern erhalten. Sie wurde des Öfteren repariert und wieder aufgebaut. Der südliche Teil der Mauer ist der älteste, nur der östliche Teil ist homogen aus Steinen erbaut – nur in diesem Teil wurden keine Spolien vermauert. Die Mauer wies fünf Tore auf, neben drei kleineren Toren fand man zwei größere an der Ostseite. Außer fünf Basiliken wurden einige Wohnhäuser und eine Zisterne mit mehreren Becken freigelegt. Die Böden der Basiliken wurden überwiegend mit Mosaiken geschmückt. Neben geometrischen Figuren wurden verschiedene Tiere dargestellt. In zwei dieser Mosaike, die zu ihrem Schutz überdacht wurden, befinden sich Hirsche als Mittelpunkt, umgeben sind sie mit Vögeln und Fischen. Die anderen verbliebenen Mosaike, innerhalb der Grundmauern der Basiliken, wurden mit Folien und darüber liegendem Sand oder feinem Kies geschützt. Nur an wenigen Stellen sind sie für den Besucher zu sehen.
Das architektonisch herausragende Kirchengebäude ist die Rotunde. Das Innere der Basilika ist als Sechseck geformt, das von einer runden Außenmauer umgeben ist. Dadurch entsteht ein vier Meter breiter Gang, der das Innere des Gebäudes umgibt. Der Boden des Hexagons war mit marmornen Platten in der Form eines Kreuzes belegt. Die architektonische Form der Basiliken differiert, allen gemeinsam ist der Aufbau des Kirchenschiffs in der Form von Narthex, Navis, Apsis mit davor liegendem Altar. Links und rechts entlang der Navis nahmen die Gläubigen Platz (Evangelienseite, Epistelseite).

### Die römische Villa
Im Südwesten, fast unmittelbar an die Akropolis angrenzend, befinden sich die Überreste einer römischen Villa. Sie wurde im 3. Jahrhundert erbaut, ihre Bauart und Ausstattung lassen vermuten, dass es sich um ein öffentliches Gebäude handelte. Der bisher freigelegte Teil der Villa war um ein Atrium herum gebaut, welches mit rechteckigen Marmorplatten belegt war. Die Wände der Räume waren verputzt und mit farbigen geometrischen Mustern bemalt. Von besonderem Interesse sind die vorgefundenen Mosaike (teilweise im Museum ausgestellt). Eines zeigt die Entführung der Europa durch Zeus in Form eines Stieres. Zwei weitere Mosaike zeigen Darstellungen aus der griechischen Mythologie. In der Nähe der römischen Villa, in nordöstlicher Richtung wurde ein weiterer römischer Komplex ans Licht gebracht.

### Das Hellenistische Haus

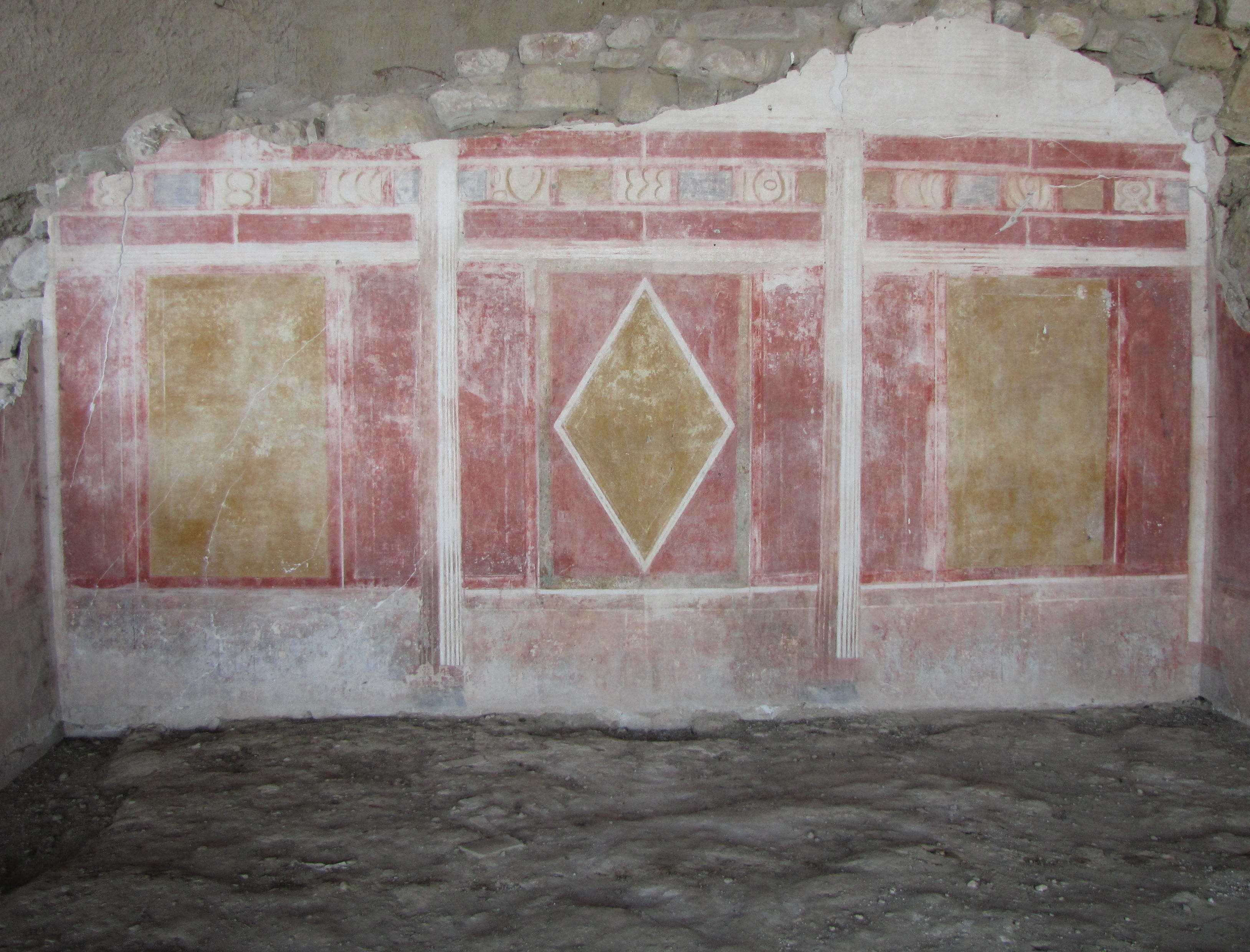
Fresken im hellenistischen Haus

Die bisher im Stadtgebiet freigelegten Häuser stammen aus der klassischen und hellenistischen Periode. Typischerweise wurden die Räume um ein offenes Atrium herum gebaut. Die Bauweise war solide, die Größe der Häuser generös.
Das Hellenistische Haus wurde im 2. Jahrhundert v. Chr. erbaut, seine Ausgrabung begann 1982. Das Atrium war mit Kieseln belegt, das Dach des Hauses war mit tönernen Schindeln gedeckt. Die Wände zweier Zimmer der Nordseite sind teilweise noch gut erhalten. Das mächtige Mauerwerk wurde verputzt, der Verputz wurde anschließend bemalt (Fresko). Die Bemalung des östlichen Zimmers, das 1983 gefunden wurde, stellt das Imitat einer Steinmetzarbeit dar. Vertiefungen im Verputz deuten die einzelnen „Quader“ an, schwarze und rote Linien verstärken den optischen Effekt. Das Zimmer ist 7,20 mal 5,18 Meter groß. Das westliche, 4,57 mal 5,20 Meter messende Zimmer, wurde durch ein farbenfrohes Fresko im pompejanischen Stil geschmückt.
Das Hellenistische Haus liegt 200 Meter südlich der Akropolis.

### Das Gymnasion
Die Schulbildung der Kinder begann im Alter von sieben Jahren und war je nach Geschlecht unterschiedlich. Die Mädchen wurden in Lesen, Schreiben, Musik, Tanz und Hausarbeiten unterrichtet. Den Jungen wurde neben Lesen und Schreiben auch noch Rechnen beigebracht; körperliche Ertüchtigung spielte eine wesentliche Rolle. Die Bildung der Jungen wurde im Gymnasion fortgesetzt. Hier wurden die körperliche und die geistige Entwicklung gefördert. Geleitet wurde die Institution durch den Gymnasiarchen. Dieser hatte die Aufsicht über den Unterricht und trug häufig durch private Spenden zum laufenden Betrieb des Gymnasion bei. Im Gegenzug errichteten die Schüler gelegentlich Statuen zu Ehren ihres Gymnasiarchen. Eine solche Statue, gewidmet dem Apellas Diogenous, wurde auf dem Gelände in Amphipolis gefunden. Seit dem 3. Jahrhundert v. Chr. wurde die Ausbildung in den griechischen Gymnasien formell geregelt.

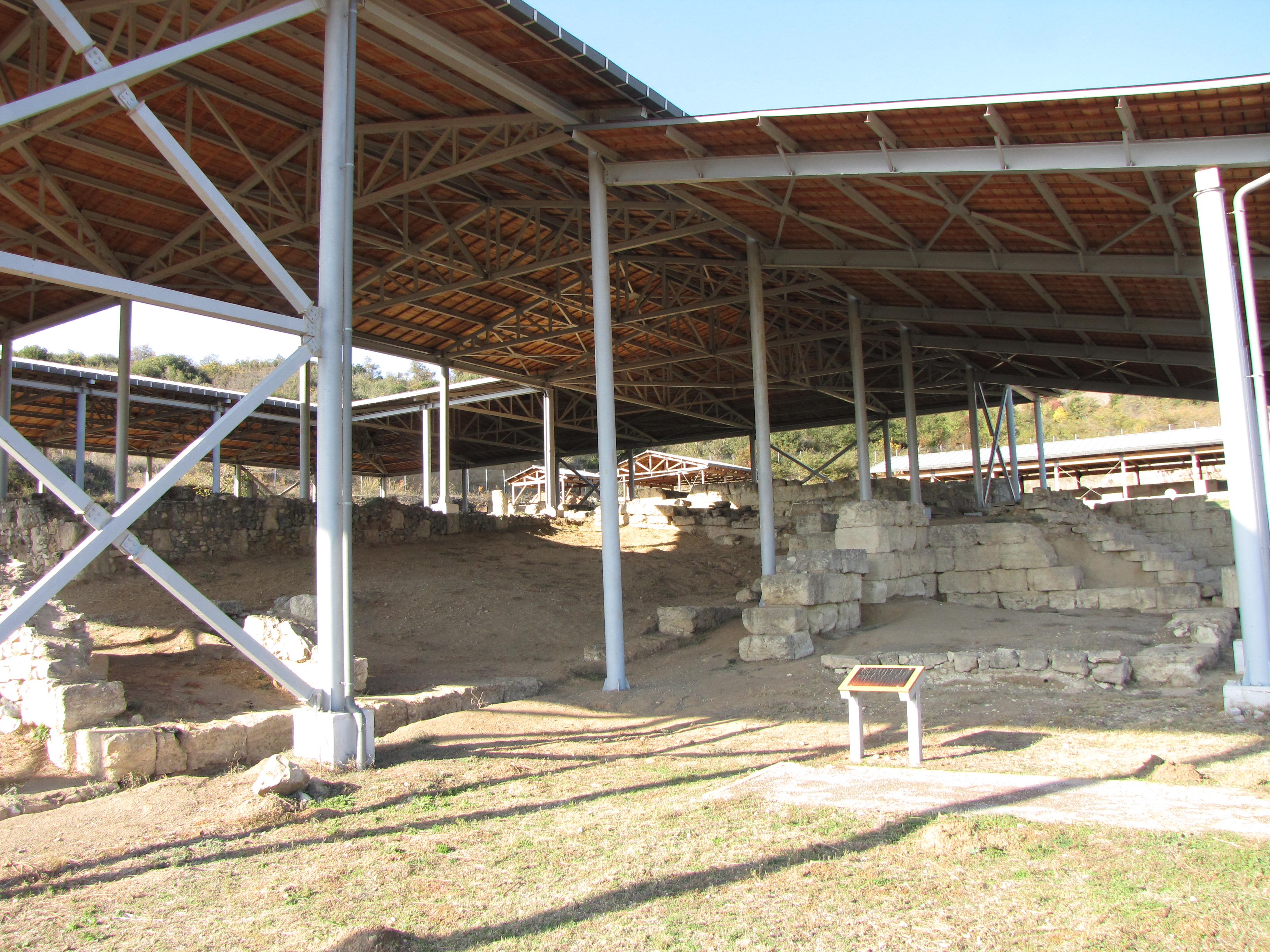
Das Gymnasion

Das Gymnasion von Amphipolis wurde Ende des 4. Jahrhunderts v. Chr. erbaut. Es besteht aus Gemeinschaftsräumen, Klassenzimmern und Trainingsmöglichkeiten für die Athleten im Gebäude sowie auch im Freien. Die im Museum ausgestellte Stele (Ephebisches Gesetz) regelte in Gesetzesform die Beziehung zwischen Epheben und den lehrenden Ephebarchen. In 16 Paragrafen (139 Zeilen) werden die Themen Ausbildung, moralische Werte der Gesellschaft von Amphipolis und dessen Topografie behandelt. Das Gymnasion wurde von der klassischen Periode, mit seinem Höhepunkt während der hellenistischen Periode, bis in das 1. Jahrhundert nach Chr. betrieben. Es wurde von einem Feuer zerstört.
Nach ersten archäologischen Untersuchungen im Jahr 1960 begannen die Grabungsarbeiten 1982 und führten zur Freilegung der Palästra. Es handelt sich bisher um das einzige antike Gymnasion, das bisher in Nordgriechenland gefunden wurde. Der Haupteingang befindet sich auf der Ostseite der Anlage. Man erreichte die Gebäude über eine 8,70 Meter breite Treppe von der noch 12 Stufen erhalten sind. Die Treppe führt zu dem 36,10 mal 46,80 Meter großen inneren Bereich des Komplexes. Während der römischen Periode wurde der Haupteingang von der Ostseite zur Nordseite verlegt. In der Nähe dieses Eingangs, am Rand der nördlichen Stoa, wurde die 2,65 Meter hohe Stele mit dem Ephebischen Gesetz gefunden.
Palästra
Die zentrale Einrichtung des Gymnasions bestand aus einem Hof (Stoa), der von einer Kolonnade mit dorischen Säulen eingefasst wurde. Die Palästra war von verschiedenen Gebäuden umgeben. Im westlichen Teil fanden Archäologen den Platz, an dem sich die Schüler im Ringkampf und im Faustkampf übten. Der Boden war mit Ziegelsteinen gepflastert. In den beiden Räumen an der Nordseite waren auf einer Fläche von 12 mal 7 Metern die Bäder untergebracht. Die Basen, auf denen die marmornen Badewannen standen, sind noch zu sehen. Ein System aus Tonröhren versorgte das Bad mit Wasser aus einer Zisterne. In einem kleinen Tempel wurden Texte gefunden, in denen Hermes und Herakles als Göttern der Palästra gehuldigt wurde. Nordwestlich der Palästra wurde die Zisterne ausgegraben. Ihr Boden war mit farbigen Kieseln geschmückt. Sie versorgte das Gymnasion mit Wasser und wurde vermutlich selbst als Bad benutzt.
Xystos und Paradromos
Nordöstlich der Palästra wurde eine überdachte Laufbahn, der Xystos, freigelegt. Er hatte eine Länge von 80 Metern wurde für das Training der Athleten und für deren Wettkämpfe bei schlechten Wetterbedingungen benutzt. Er war sieben Meter breit, sechs Athleten konnten gleichzeitig beim Wettlauf gegeneinander antreten. Bei gutem Wetter wurde der Paradromos von den Sportlern genutzt. In die zahlreichen Löcher der Startlinie wurden hölzerne Pflöcke gesteckt, die die Aufgabe hatten, den Abstand zwischen startenden Läufern festzulegen. Zwischen Xystos und Palästra lagen Räume, in denen religiöse Opfer dargebracht und Symposien abgehalten wurden. Die Funde umfassen einen Altar, Feuerstellen und flache Gruben, die Knochen der geopferten Tiere enthalten. An der Basis des Altars sind vier Metallringe eingelassen, an denen die Opfertiere festgebunden wurden.

### Römisches Aquädukt, östliche Begräbnisstätte, makedonisches Grab A
Direkt an den Resten einer durch die Römer erbauten Wasserleitung (Aquädukt) wurden einige Gräber freigelegt. Neben einem makedonischen Zweikammer-Grab (Grab A) wurde ein wesentlich kleineres Grab mit nur einer Kammer entdeckt. Die Gräber sind nicht zugänglich. In unmittelbarer Nähe befinden sich einige einfache Gräber, die mit Steinplatten eingefasst sind.

### Stadtmauer
Die nördliche Mauer

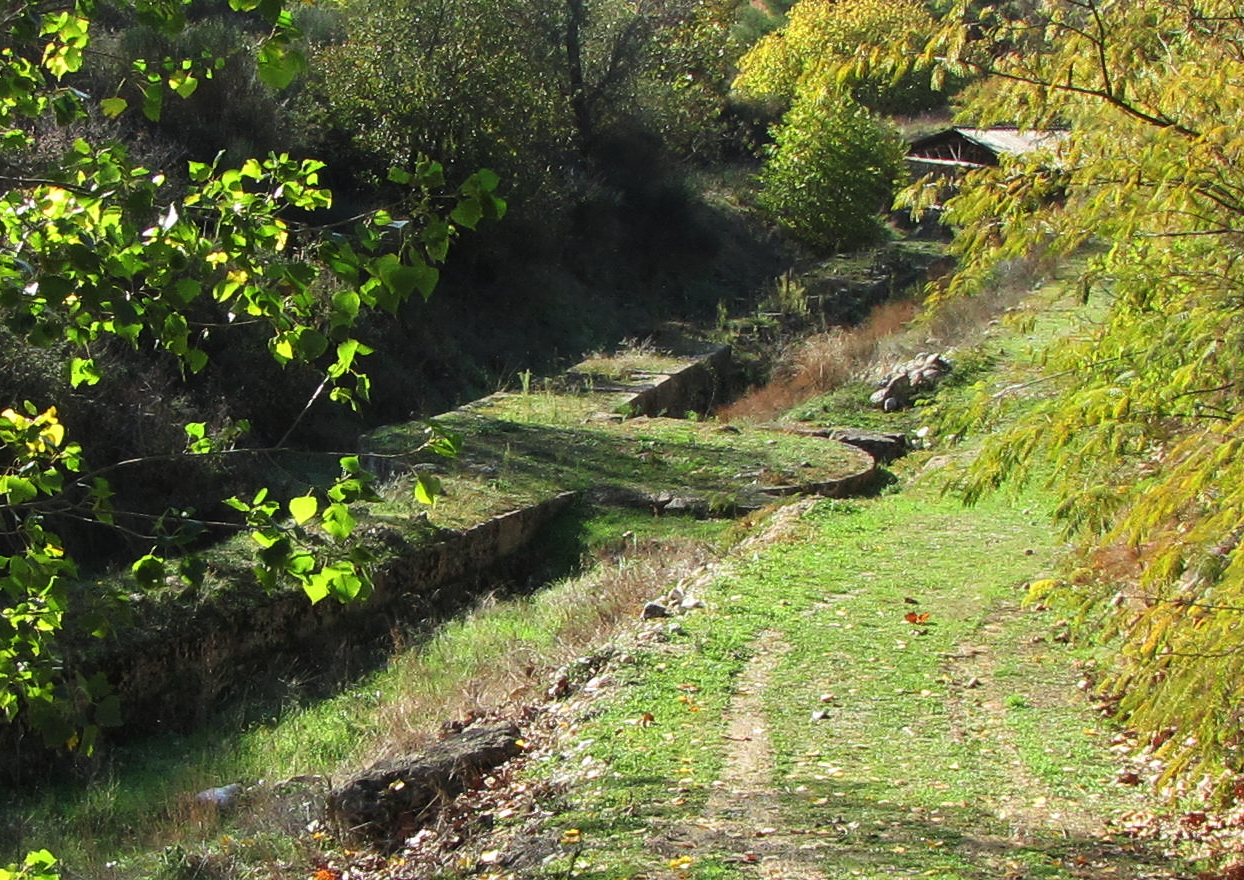
Die nördliche Mauer mit dem runden Turm. Im Hintergrund Tor Γ mit Pfeilern der Holzbrücke

Dieser Teil der Mauer ist rund 900 Meter entfernt von der Akropolis in nördlicher Richtung gelegen. Die Amphipolis umgebende Schutzmauer hatte eine Länge von 7,5 Kilometern. Der größte Teil der nördlichen Mauer ist erhalten, während von dem östlichen, südlichen und westlichen Teil nur noch Fragmente zu sehen sind. Der am besten erhaltene Teil der Mauer liegt in der Nähe der Gebäude der alten Eisenbahnstation. Sie ist hier teilweise bis zu 7,62 Meter hoch. In der Nähe der Mauer liegt das Nymphaion-Heiligtum. Bei dessen Ausgrabung wurde eine große Anzahl von weiblichen Tonfiguren und Vasen entdeckt. 800 m in südlicher Richtung von hier führte die Holzbrücke über den Fluss. Rund 70 Meter westlich des Stadttores B sind Reste eines runden Turms, der bei Reparaturen der Mauer in der hellenistischen Zeit von einem rechteckigen Turm umfasst wurde. Zwischen Tor B und dem Turm verlaufen Drainagekanäle, die das Regenwasser von der Mauer ableiten sollten. Der gesamte Abschnitt dieser Mauer wurde auf sandigem Boden gebaut. Sie diente lediglich dem Zweck, die bereits existierenden Verteidigungsanlagen der Brücke in die Stadtmauer zu integrieren. Ca. 61 Meter westlich des runden Turms befinden sich die Reste von Tor Γ (Gamma). Es maß 13,40 mal 9 Meter, die Mauer hatte hier eine Stärke von zwei Metern. Vor Hochwasser wurde das Tor durch zusätzliche Pfeiler geschützt, die zur Verstärkung in die Fundamente der Mauer eingelassen wurden. Das Tor selbst wurde durch einen Π-förmigen Vorbau vom Druck des Wassers entlastet.
Die südliche Mauer
Nur 150 Meter südöstlich des Museums sind gut erhaltene Reste der südlichen Stadtmauer und die Grundmauern eines Wehrturms erhalten.

### Die hölzerne Brücke

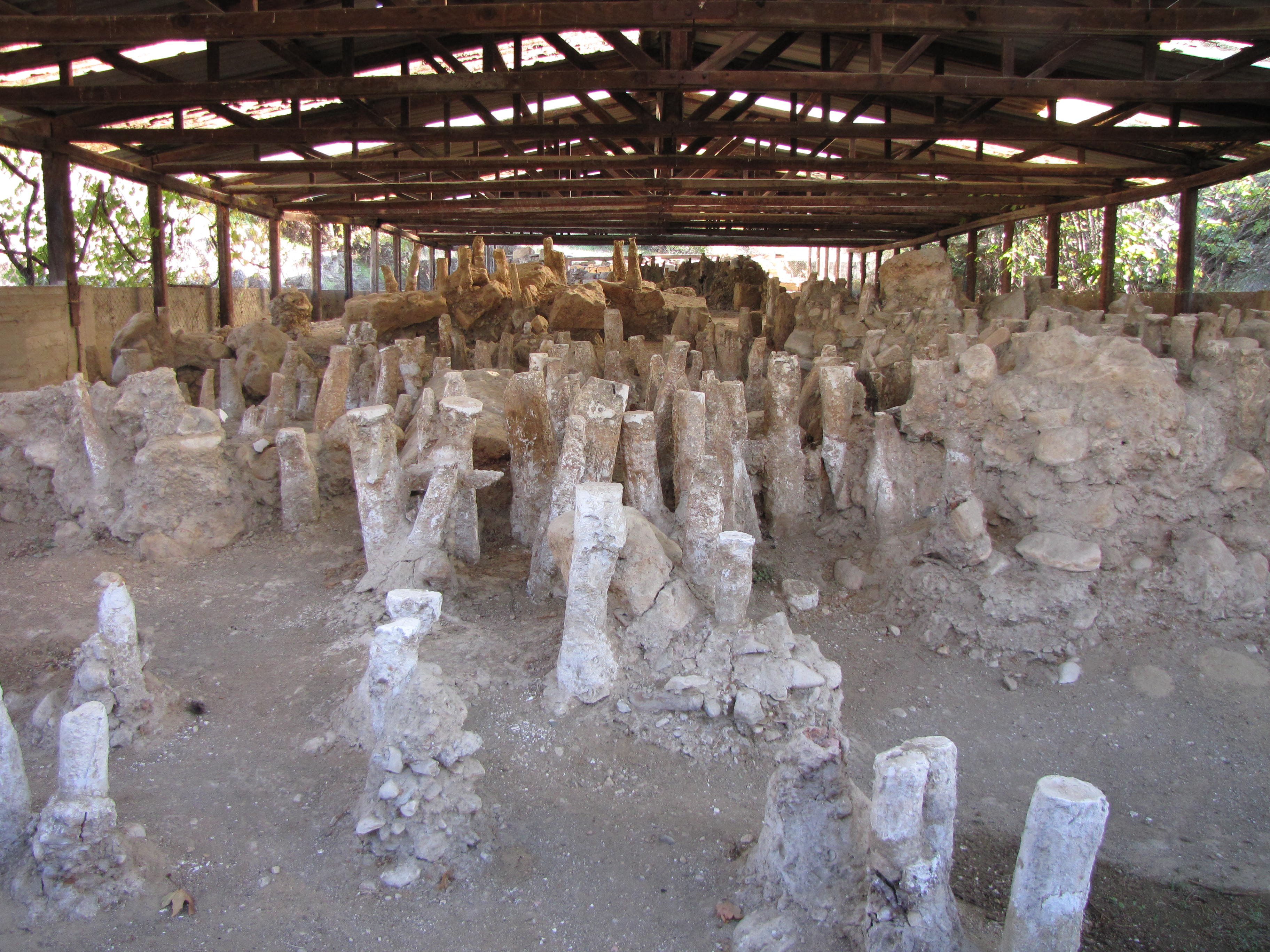
Pfeiler der hölzernen Brücke

Eine hölzerne Brücke verband die Stadt mit ihrem Hafen. Der Fluss Strymon war in dieser Zeit wohl schiffbar. Sie war außerhalb der Stadtmauern erbaut und wurde bei Hochwasser überschwemmt.
Die Ausgrabungen begannen 1977 und wurden ein Jahr später beendet. Die vorgefundene Konstruktion zeigt, wie in der Antike Brücken konstruiert und gebaut wurden. Die frühesten Funde datieren aus der Zeit um 500 v. Chr. Die Brücke war 275 Meter lang und ist mit dem Tor Γ (Gamma) der Nordmauer verbunden. Sie wurde von Pfeilern aus Eichenholz getragen, deren Enden teilweise mit Eisen verstärkt wurden. 101 dieser Pfeiler sind erhalten. Davon befinden sich 24 innerhalb von Tor Γ, 77 Pfeiler liegen außerhalb. Die Pfeiler am niedrigsten Punkt des Ufers wurden während der klassischen Periode gesetzt, die höchsten Pfeiler während der römischen oder gar erst während der byzantinischen Periode. Es existiert nur noch die Konstruktion auf der Ostseite des Strymon, die Pfeiler auf der Westseite wurden bei Bauarbeiten zwischen 1929 und 1932 zerstört.
Thukydides hat die Brücke in seiner Beschreibung der Schlacht von Amphipolis 422 v. Chr. wie folgt erwähnt: „Zu dieser Zeit empfingen sie Brasidas in ihrer Stadt und revoltierten gegen die Athener in derselben Nacht. Vor Tagesanbruch brachte er (Brasidas) seine Armee über die Brücke, die in einiger Entfernung von der Stadt lag und nicht mit deren Mauern verbunden war, so wie sie es heute ist. Brasidas überwand die Wache an der Brücke mit Leichtigkeit. Teilweise war Verrat der Grund, teilweise das stürmische Wetter und die Tatsache, dass der Angriff unerwartet kam“.

### Marmarion

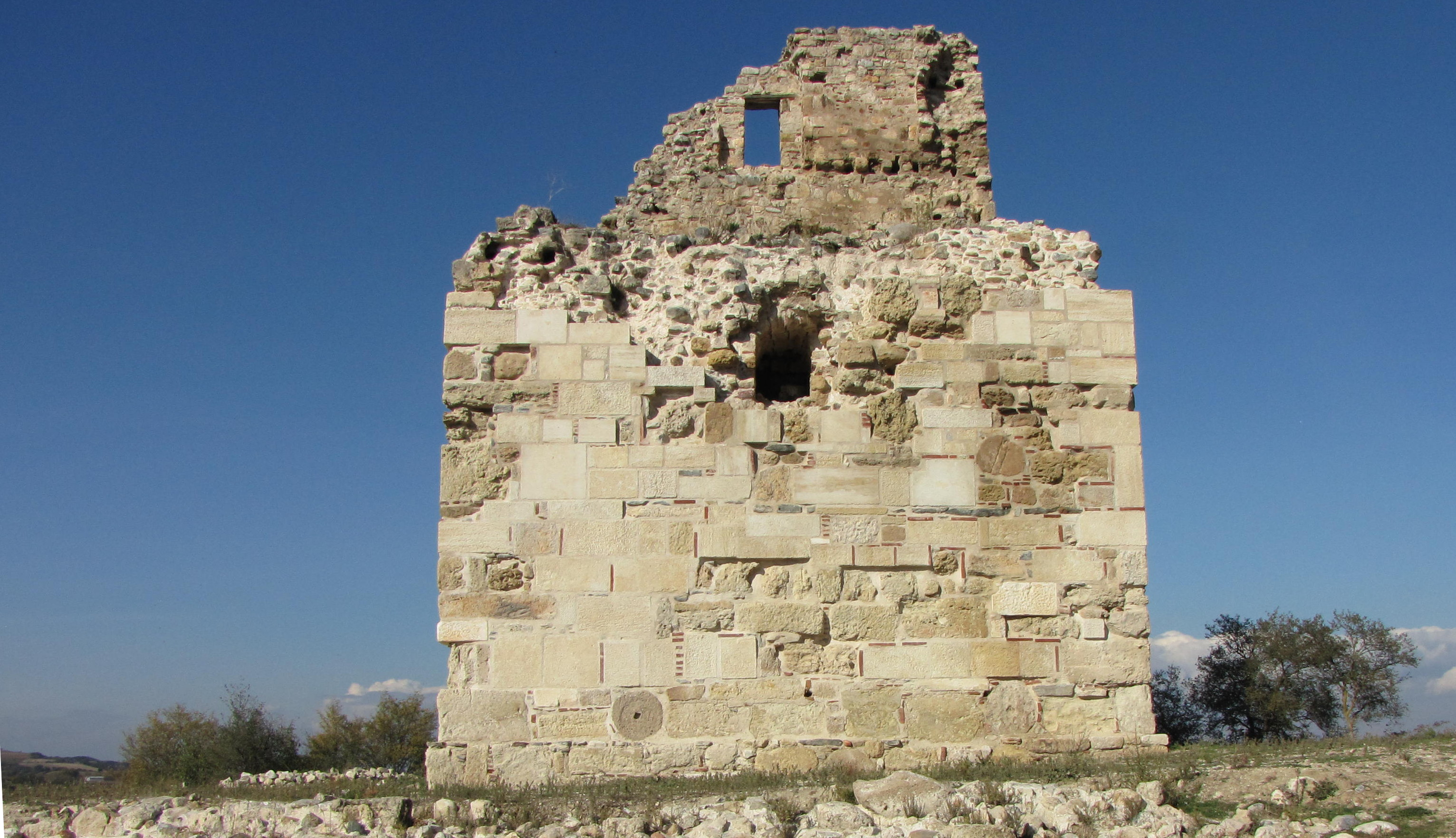
Turm von Marmarion

An der Nordwestseite des Hügels von Amphipolis liegen die Reste einer kleinen Siedlung, die aus byzantinischer Zeit stammt. Quellen belegen, dass der Ort den Namen Marmarion trug. Er erstreckte sich von der hölzernen Brücke bis zum Turm und wurde zu einem kleinen Fort ausgebaut. Im Jahr 1367 erbauten die Brüder Alexis und Johannis den Turm in Marmarion, der ihnen die Kontrolle über den Fluss Strymon und dessen fruchtbare Ebenen gab. Überreste des Turms sind erhalten und wurden mit Hilfe von Mitteln der Europäischen Union teilweise repariert. Marmarion existierte bis 1547, später wurde am selben Ort das Dorf Neochori (das neue Dorf, wörtlich Neudorf, griechisch Νεοχώριον) gegründet, das im 18. Jahrhundert erstmals erwähnt wird.

### Der Löwe von Amphipolis

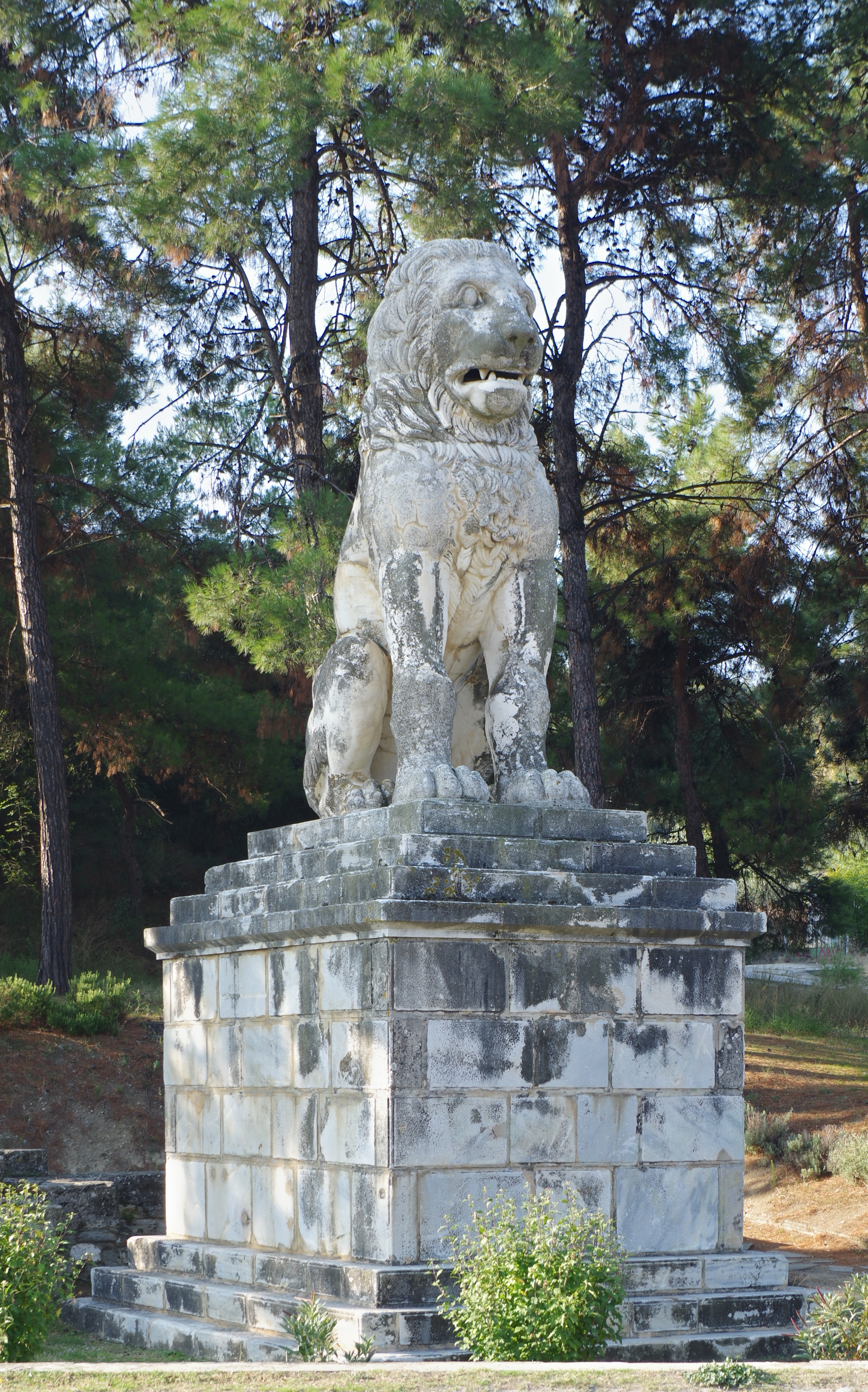
Der Löwe von Amphipolis

Beim Löwen von Amphipolis handelt es sich um ein Grabmonument aus dem 4. Jahrhundert v. Chr., das zu Ehren des von der Insel Lesbos (Mytilene) stammenden, Admirals Laomedon errichtet wurde. Laomedon begann seine Laufbahn als Kapitän einer Triere, erwarb sich die Freundschaft von Alexander dem Großen, wurde von ihm zum Admiral befördert und als Satrap von Syrien eingesetzt. Die ersten Teile des Monuments und dessen Fundament wurde von griechischen Soldaten bei Erdarbeiten im Jahr 1912 oder 1913 entdeckt. Die Ausgrabungen, geleitet von den Archäologen Georgios Oikonomos und Anastasios Orlandos begannen bald danach, wurden aber durch den Ersten Weltkrieg unterbrochen. Weitere Teile des Körpers des Löwen wurden 1916 von englischen Soldaten entdeckt. Bei Arbeiten im Flussbett kamen zwischen 1920 und 1931 weitere Teile des Monuments ans Tageslicht. Die Archäologen Pierre Devambez und Paul Collart begannen mit den Forschungen ab dem Sommer 1930. Erst 1936 wurden die Grabungen beendet. Durch Spenden von griechischen, amerikanischen und französischen Bürgern wurde die Restaurierung des Löwen finanziert, die von A. Pangiotakis, dem Bildhauer des nationalen archäologischen Museums, ausgeführt wurde. Da der Transport der Einzelteile der Statue zu kompliziert erschien, wurde beschlossen, die Restaurierung am Ort durchzuführen. Eine exakte Rekonstruktion des ehemaligen Bauwerks erwies sich als undurchführbar. Deswegen beschränkte man sich auf die Errichtung einer steinernen Basis die während der Ausgrabungen gefunden wurde. Die Rekonstruktion des ehemaligen Bauwerks war Aufgabe des Franzosen Jacques Roger und des Amerikaners Oscar Broneer. Die Basiskonstruktion betrug demnach 10 mal 10 Meter und bestand aus Kalksteinquadern. Darauf war ein Mausoleum erbaut, das von dorischen Säulen umgeben war, die ein dorisches Gebälk stützten. Das dorische Gebälk wiederum trug eine Pyramide, auf deren oberen Ende der Löwe aufgesetzt war.

### Das Kasta Grab

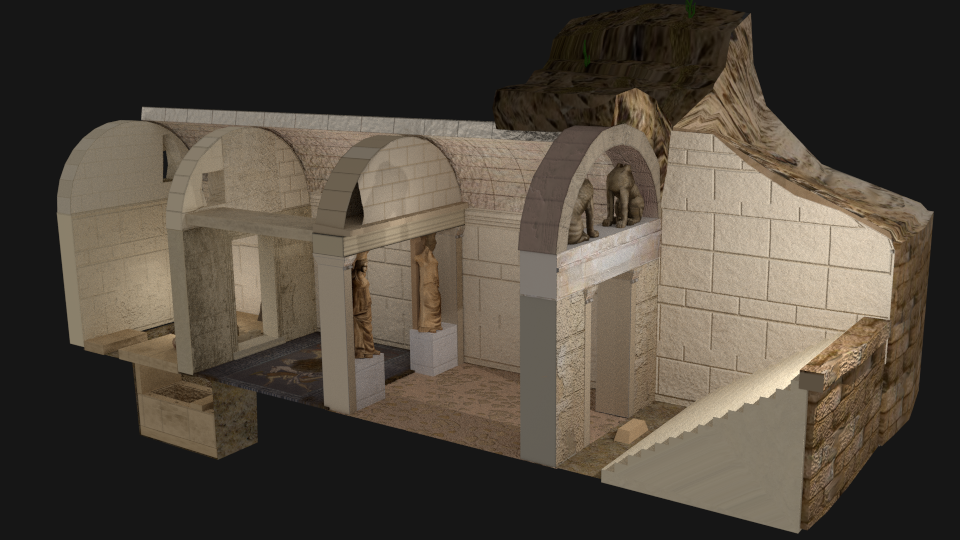
Perspektivische Ansicht des Grabes

Der Kasta Hügel liegt 2,5 Kilometer nordöstlich der Akropolis. Seit den 1960er Jahren ist die Existenz eines Grabes auf dem Kasta Hügel bekannt, 2012 begann man mit den Grabungsarbeiten. Im Sommer 2014 wurde ein aufwändig gestalteter Eingangsbereich freigelegt, er besteht aus der Abfolge: Versiegelungsmauer, einem von zwei Sphingen behüteten Durchgang, einem erdgefüllten Vorraum, einer zweiten Versiegelungsmauer und im Anschluss einem Tor mit zwei Karyatiden. Es handelt sich um die größte Grabanlage, die bisher in Griechenland gefunden wurde. Die Anlage ist von einer 497 Meter langen und drei Meter hohen Mauer aus Marmor umgeben, der von der Insel Thassos stammt. Der Grabhügel ist ca. 30 Meter hoch, 250000 m³ Sand wurden benötigt, um ihn aufzuschütten. Das Grab soll im späten 4. Jahrhundert v. Chr. (325-300) erbaut worden sein.
Wer in dem Grab beigesetzt wurde, ist unbekannt. Anfängliche Spekulationen, dass Alexander der Große hier seine letzte Ruhe fand, haben sich bisher nicht bestätigt. Teile der das Grabmal umfassenden Mauer wurden während der römischen Periode entfernt, einzelne Steine könnten in der Basis der Statue des Löwen von Amphipolis verwendet worden sein.
Der Eingang zur zweiten Vorkammer wird von zwei Sphingen bewacht, deren Köpfe und Flügel teilweise in der dritten Grabkammer gefunden wurden. Die zwei Karyatiden stehen links und rechts des Eingangs zur Vorkammer; incl. der Podeste, auf denen sie stehen, haben sie eine Höhe von 3,67 Metern.
Der Fußboden hinter den Karyatiden und vor dem Marmortor, das den Eingang zur nächsten Kammer bildet, ist mit einem kunstvollen Mosaik geschmückt. Das Bildfeld zeigt den Raub der Persephone. Der von zwei Schimmeln gezogene Wagen des Hades wird von Hermes als Brautführer angeführt. Der Kopf einer der beiden Sphingen und Teile der Flügel wurden mit Teilen des zerbrochenen Marmortors in der Grabkammer gefunden. Das mit Steinplatten ausgekleidete kistenförmige Grab ist in den mit Quadern gepflasterten Boden eingetieft. Von der Bestattung blieben, nach dem Bericht des griechischen Kulturministeriums, in dem sonst ausgeraubten Grab Nägel von einem Holzsarg und Schmuckelemente aus Bein und Glas erhalten. Im Grab lagen die Überreste von fünf Personen, vier Erwachsenen und einem Kind.
Im November 2017 teilte die griechische Kulturministerin, Lydia Koniordou, mit, dass das Grab in ca. drei Jahren für die Öffentlichkeit zugänglich sein soll. Die Finanzierung für das dafür notwendige Bauvorhaben soll rund 2,8 Millionen Euro betragen. 1,5 Millionen Euro sollen von der Region Zentralmakedonien aufgewendet werden, 1,3 Millionen Euro sollen aus dem INTERREG Fonds der Europäischen Union entnommen werden. Im Zuge dieser Maßnahme sollen Baumaterialien der Grabanlage, die später von den Römern anderweitig verwendet wurden, wieder an ihrem ursprünglichen Ort verbaut werden. Die Arbeiten sollen 2018 oder 2019 beginnen und rund ein Jahr lang andauern.